# Swen König
Swen König (Rupperswil, 3 september 1985) is een Zwitsers voormalig voetballer die speelde als doelman.

## Carrière
König maakte zijn profdebuut voor FC Aarau in 2003 en speelde er drie seizoen, hij verliet de club in 2005 en trok naar FC Vaduz waar hij speelde tot 2006 en dat jaar nog de beker won. Hij vertrok toen naar FC Wohlen waar hij in 2007 alweer vertrok om te gaan spelen voor FC Luzern. Bij Luzern voetbalde hij tot 2010 toen hij een kans kreeg bij Grasshopper, hij kwam aan 15 wedstrijden in de competitie en na twee seizoenen vertrok hij er weer. Hij speelde nog voor AC Bellinzona en FC Aarau.
Hij speelde als jeugdinternational voor Zwitserland en daarmee won hij het Europees kampioenschap voetbal onder 17 in 2002.
Hij werd na zijn carrière doelmancoach en deze functie vervulde hij achtereenvolgens bij FC Aarau (jeugd en eerste elftal), Zwitserland (jeugd) en FC Luzern (eerste elftal).

## Erelijst
- Zwitserland
  - Europees kampioenschap voetbal onder 17
- FC Vaduz
  - Liechtensteinse voetbalbeker: 2006